# Diodata Saluzzo Roero
(Coriolano di Bagnolo, da "Alla Nobil Donna la Signora Contessa Diodata Saluzzo Roero", 1830)
Rosa Ignazia Diodata Saluzzo Roero (Torino, 31 luglio 1774 – Torino, 24 gennaio 1840) è stata una letterata, scrittrice e poetessa italiana.

## Biografia
Figlia di Jeronima Cassotti e Giuseppe Angelo Saluzzo di Monesiglio (nel 1757 fondatore con Lagrange e Cigna della Società Privata Torinese), all'età di 12 anni iniziò a comporre poesie apprezzate da  molti uomini illustri dei suoi tempi come Ugo Foscolo, Giuseppe Parini, Vittorio Alfieri e Vincenzo Monti.
Ebbe tra i suoi maestri figure di spicco della cultura piemontese, tra cui Carlo Denina, Silvio Balbis e Tommaso Valperga di Caluso. Quest'ultimo, insieme a Prospero Balbo, ebbe un ruolo molto attivo nella sua formazione artistica. A 20 anni pubblicò un poema epico in ventiquattro canti e in ottava rima dal titolo Amazzoni e successivamente col poemetto Rovine, per cui ebbe elogi di Alessandro Manzoni e venne portata ad esempio nel suo genere da Ludovico di Breme. Diventata membro dell'Accademia dell'Arcadia (dove venne chiamata Glaucilla Eurotea) e dei Pastori della Dora, nel 1799, a venticinque anni, sposò il conte Massimiliano Roero di Revello, che morì tre anni dopo.
Prima donna a essere associata all'Accademia delle Scienze di Torino, fu nominata dalla Commissione esecutiva del Piemonte nel 1801, al culmine del suo successo artistico. Tra il 1803 e il 1813 alcuni suoi scritti vennero pubblicati nelle Memorie, la rivista scientifica edita dall'istituzione sabauda.
Con la Restaurazione iniziò il suo lento declino: per alleviare la tristezza e la delusione, dovute allo scarso accoglimento delle sue opere da parte del pubblico, fece frequenti viaggi nonostante la salute malferma. Risalgono a quegli anni le composizioni dedicate a celebri donne del passato, tra cui Erminia, Tullia e Ipazia ovvero delle filosofie e, nel 1823, la tragedia storica Il castello di Binasco. Grazie ai suoi fratelli, alcune poesie vennero raccolte e pubblicate postume nel 1843. 
Morì a Torino nel 1840 e fu sepolta nella cappella di famiglia posta nella chiesa di San Bernardino a Saluzzo.

## Opere
- Al vescovo eletto di Casale monsignor Carlo Ferrero della Marmora, Torino, dalle stampe d'Ignazio Soffietti), 1796?
- In morte dell'eminentissimo cardinale Vittorio Baldassarre Costa d'Arignano arcivescovo di Torino, Torino, dalle stampe d'Ignazio Soffietti, 1796.
- Versi di Diodata Saluzzo fra gli Arcadi Glaucilla Erotea, Torino, dalle stampe d'Ignazio Soffietti, 1796.

Quarta edizione corretta ed accresciuta, 4 voll., Torino, vedova Pomba e figli stampatori e librai, 1816-1817
- L'armonia canzone di Diodata Saluzzo Rovero Revello fra gli Arcadi Glaucilla Eurotea, Torino, dai tipi di Onorato Derossi, 1801.
- Melpomene. Elegia di Diodata Saluzzo Roero in morte di Vittorio Alfieri, Torino, dalla Stamperia di scienze ed arti, 1804.
- Circe e Pico. Cantata per musica di Diodata Saluzzo-Roero, Torino, dalla Stamperia Municipale, 1808.
- Di Diodata Saluzzo Roero di Revello. Elegia. In morte del padre, Torino, coi tipi di Felice Galletti, 1813.
- A Genova. Canzone di Diodata Saluzzo Roero contessa di Revello, Genova, stamperia Pagano, 1815.
- Due tragedie inedite (Erminia, e Tullia) di Diodata Saluzzo Roero, Torino, vedova Pomba e figli stampatori e librai, 1817.
- La corona di quercia nella Grotta di Sant'Andrea presso Nizza. Ode della signora contessa Diodata Saluzzo Roero di Revello..., Nizza, presso la Società tipografica, 1821.
- Aimone ed Agila Canto di Diodata Saluzzo, Torino, presso Giacinto Marietti, 1823.
- Il castello di Binasco. Novella inedita di cui li principali avvenimenti ed i personaggi sono tratti dalla storia del 1360 dalla contessa Diodata Saluzzo, Firenze, dalla tipografia e calcografia goldoniana, 1823.
- Ipazia ovvero delle filosofie. Poema di Diodata Saluzzo Roero, 2 voll., Torino, Tipografia Chirio e Mina, 1827.
- Novelle di Diodata Saluzzo Roero, Milano, per Vincenzo Ferrario, 1830.

Nuova ed.  a cura di Laura Nay, Firenze, L. S. Olschki, 1989. ISBN 88-222-3695-5.
- La Sibilla. Ode di Diodata Saluzzo Roero, Torino, dalla Stamperia Reale, 1833.
- Poesie postume di Diodata Saluzzo aggiunte alcune lettere d'illustri scrittori a lei dirette, Torino, Tipografia Chirio e Mina, 1843.

### Testi on line
- Versi di Diodata Saluzzo Torino, presso Michelangelo Morano, 1797. Google Libri.
- Ipazia ovvero delle filosofie Torino, Tipografia Chirio e Mina, 1827. Google Libri.
- Beatrice di Tenda. Novella, Firenze, per Vincenzo Batelli e figli, 1835. Google Libri.
- Poesie postume di Diodata Saluzzo, Torino, Tipografia Chirio e Mina, 1843. Google Libri.